# Молекулярний годинник

Філогенетичне дерево, побудоване на основі аналізу послідовностей генів рРНК, показує загальне походження організмів всіх трьох доменів: Бактерії, Археї, Еукаріоти.

Молекулярний годинник (англ. molecular clock, іноді gene clock, evolutionary clock) — у  молекулярній еволюції — метод датування  філогенетичних подій (розходження видів або інших таксонів), заснований на гіпотезі англ. molecular clock hypothesis, згідно з якою еволюційно значущі заміни мономерів в  нуклеїнових кислотах або амінокислот в білках відбуваються з практично постійною швидкістю.
Швидкість мутацій може бути нерівномірною і розрізняється для різних видів, через що метод дає лише приблизні результати.

## Розвиток теорії
Гіпотеза молекулярних годинників була висунута в 1962 р. при аналізі амінокислотних послідовностей гемоглобіну і  цитохрому С,  Е. Цукеркандлем і  Л. Полінгом. Вони відзначили, що кількість амінокислотних відмінностей у гемоглобіні зростає лінійно з часом, який оцінювався по  фоссиліях.. Вони узагальнили спостереження і дійшли висновку, що швидкість еволюційної зміни кожного білка приблизно постійна.
В 1963 р. Марголіаш (англ. Margoliash) був виявлений феномен «genetic equidistance» (генетичної еквідистантності), що полягає в незалежності еволюції амінокислотних послідовностей в білках і морфологічної еволюції: 

## Зв'язок з нейтральною теорією молекулярної еволюції
Мото Кімура розробив  нейтральну теорію молекулярної еволюції, яка незалежно передбачала існування молекулярних годинників.

## Критика
Існує критика методу, наприклад «Goodman. Prog. Byophys. Mol. Evol. — 1981. V. 38. — P. 105–164», який виявив різний темп годинників у різних таксонах. Незважаючи на це, теорія використовується в філогенетиці і для оцінки давності дивергенції видів.

## Ресурси Інтернету
- http://medbiol.ru/medbiol/molevol/000716b1.htm [Архівовано 26 грудня 2013 у Wayback Machine.]
- http://elementy.ru/trefil/molecular_clock?page_design=print [Архівовано 24 вересня 2013 у Wayback Machine.]
- [Архівовано 26 грудня 2013 у Wayback Machine.] Лукашов В. В. Молекулярна еволюція і філогенетичний аналіз / Навч. посібник. Частина Нейтральна теорія молекулярної еволюції. — 2009.